# Romeo ha de morir
Romeo ha de morir (Romeo Must Die) és una pel·lícula del 2000 d'arts marcials dirigida per Andrzej Bartkowiak. Protagonitzada per Jet Li, Aaliyah, Anthony Anderson, Delroy Lindo, Isaiah Washington, Russell Wong, i compta amb l'acció i la coreografia de la lluita per Corey Yuen. Es considera la primera gran pel·lícula de Jet Li en la indústria del cinema de parla anglès americà.
Aquesta pel·lícula està doblada al català.

## Argument
Dues famílies, obligades per la tradició, estan immerses en una guerra brutal. Colles asiàtiques i afroamericanes lluiten pel control del port d'Oakland i la venda de droga en els seus magatzems.
La tensió augmenta fins a un nivell insospitat quan el fill del capo del bàndol asiàtic és assassinat. Llavors, la notícia de la mort arriba fins a Han, que havia jurat protegir el seu difunt germà, escapant de la presó de Hong Kong en la qual es trobava per venjar la seva mort.

## Repartiment
| Actor             | Personatge          | notes                          |
| ----------------- | ------------------- | ------------------------------ |
| Jet Li            | Han Sing            | Protagonista del film          |
| Aaliyah           | Trish O'Day         | Protagonista del film          |
| Isaiah Washington | Mac                 | Mà dreta d'Isaak               |
| Anthony Anderson  | Maurice             | Pinxo que treballa per Mac     |
| Delroy Lindo      | Isaak O'Day         | Cap d'una banda mafiosa        |
| Russell Wong      | Kai                 | Amic de Han                    |
| D.B. Woodside     | Colin O'Day         | Fill de Isaak i germà de Trish |
| Henry O           | Ch'o Sing           | Pare de Han                    |
| Jon Kit Lee       | Po Sing             | Germà de Han                   |
| DMX               | Silk                | Amo d'un bar                   |
| Françoise Yip     | Meriana Sing        | Motorista                      |
| Kendall Saunders  | La promesa de Colin |                                |

## Rebuda
La pel·lícula va arribar a la segona posició en la llista dels Estats Units, incapaç de superar a Erin Brockovich. El film va recaptar en taquilla un total de 91.036.760 dòlars. La pel·lícula va rebre crítiques mixtes. Roger Ebert li va concedir a la pel·lícula una estrella i mitja sobre quatre. El consens general en Rotten Tomatoes és "la segona pel·lícula americana de Jet Li impressiona, però quan ell no està en pantalla la pel·lícula s'alenteix i encara que hi ha química entre ell i Aaliyah (i excel·lents escenes d'acció) no convenç a l'audiència". Aaliyah va rebre nombrosos afalacs en el seu debut en la pantalla gran.